# Mississippi (canção)
Mississippi foi a canção-título do single de estreia e maior sucesso da banda  holandesa Pussycat, lançado em abril de 1975.
A canção foi composta pelo guitarrista, violonista e professor de música Werner Theunissen, que a escrevera ainda em 1969 e por vários anos aguardou o surgimento de um grupo que fosse ideal para sua execução, até o surgimento do Pussycat, em 1973, ainda com o nome de Sweet Reaction.
Com o sucesso mundial, Mississippi teve várias regravações e versões adaptadas em outros idiomas.

## Letra
A letra lembra a música country (tradução de Maria Lourdes da Silva):
"Bem, você pode ouvir a canção country que vem de longe

E alguém tocando uma guitarra honky tonky

(...)

Mississipi, eu vou me lembrar de você

Quando eu tiver que ir embora

Eu terei saudades dos dias

Quando eu estava em Greenville novamente

Mississipi você ficará na minha mente (...)"

## Histórico
No ano seguinte tornou-se o hit mais tocado na Holanda e foi por quatro semanas o primeiro lugar das paradas da Inglaterra e foi primeiro em mais de trinta países de todos os continentes; naquele ano vendeu mais de quatro milhões de cópias, foi o mais vendido na Alemanha, ao todo cerca de cinco milhões foram vendidos; no Brasil ocupou o primeiro lugar das paradas e permaneceu entre as mais tocadas por 129 semanas.
Em 5 de janeiro de 1977 o grupo foi premiado com o Conamus Export Prize pelo embaixador britânico nos Países Baixos, Sir John Barnes, por ter sido o primeiro grupo daquele país a atingir a primeira posição nas paradas, com esta canção.

## Versões e regravações
Em 1978 Barbara Fairchild regravou a canção em seu álbum "Greatest Hits", lançado pela Columbia e com a duração de 3:56.
Em 1984 o cantor e compositor brasileiro Carlos Cézar lançou a música Andarilho, que é uma versão da obra de Theunissen.
Em 1996 a cantora brasileira Jayne gravou uma versão dessa música feita por Elias Muniz, no seu quarto álbum intitulado "Jayne", pela gravadora Paradoxx.